# Jean Bernard-Luc
Pour les articles homonymes, voir Luc.
Jean Bernard-Luc, de son vrai nom Lucien Boudousse, est un scénariste et dialoguiste français né  le 8 février 1909 à Guatemala Ciudad (Guatemala) et mort le 18 mai 1985 à Pontoise (Val-d'Oise).
Il est l'auteur, notamment, de la pièce de théâtre Hibernatus (1957), avant de cosigner le scénario de l'adaptation au cinéma, film avec Louis de Funès, Claude Gensac et Bernard Alane, sorti en 1969.

## Biographie
Né au Guatemala, il arrive en France avec ses parents, à l'âge de trois ans. Il étudie à Gerson, au lycée Janson-de-Sailly, puis à l’École  supérieure de commerce.
En 1935, il participe au scénario du film Michel Strogoff, réalisé par Jacques de Baroncelli. 
Durant la Seconde Guerre mondiale, il entre dans l'armée. Fait prisonnier, il réussit à s'évader et à passer en zone libre. Il va alors écrire de nombreux scénarios, notamment celui des Cadets de l'océan de Jean Dréville, sorti en 1945.
Durant les années 1950 et les années 1960, il est le scénariste de nombreux films, dont certains obtiennent un vif succès. La suite de sa carrière se tournera essentiellement vers la télévision mais également un nouveau genre, le roman de biologie-science-fiction : il sera même nommé au Festival du roman fantastique d'Avoriaz (1981).
Il meurt en 1985 à Pontoise, après une longue maladie.

## Théâtre
Auteur
- 1947 : L'amour vient en jouant, mise en scène Pierre-Louis, théâtre Édouard VII
- 1949 : Nuit des hommes, mise en scène André Barsacq, théâtre de l'Atelier
- 1950 : Le Complexe de Philémon, mise en scène Christian-Gérard, théâtre Montparnasse
- 1952 : La Feuille de vigne, mise en scène Pierre Dux, théâtre de la Madeleine
- 1954 : Carlos et Marguerite (Christian-Gérard), théâtre de la Madeleine
- 1955 : Les Amants novices, mise en scène Jean Mercure, théâtre Montparnasse
- 1957 : Hibernatus, mise en scène Georges Vitaly, théâtre de l'Athénée
- 1964 : Quand épousez-vous ma femme ? (Jean Le Poulain), théâtre du Vaudeville (en collab. avec Jean-Pierre Conty)

Adaptateur
- 1955 : La Lune est bleue d'Hugh Herbert, mise en scène Jacques Charon, théâtre Michel

## Filmographie
- 1936 : Michel Strogoff de Jacques de Baroncelli
- 1936 : La Route impériale de Marcel L'Herbier
- 1937 : Nuits de princes de Vladimir Strizhevsky
- 1941 : Une femme dans la nuit d'Edmond T. Greville
- 1942 : La Belle aventure de Marc Allégret
- 1942 : Ne le criez pas sur les toits de Jacques Daniel-Norman
- 1942 : Les Cadets de l'océan de Jean Dréville
- 1946 : Le Visiteur de Jean Dréville
- 1947 : Monsieur Vincent de Maurice Cloche
- 1948 : Après l'amour de Maurice Tourneur
- 1948 : El supersabio de Miguel M. Delgado
- 1948 : Pattes blanches de Jean Grémillon
- 1948 : Docteur Laënnec de Maurice Cloche
- 1949 : Prélude à la gloire de Georges Lacombe
- 1951 : Barbe-Bleue de Christian-Jaque
- 1951 : Blaubart de Christian-Jaque
- 1953 : Pattes de velours (L'incantevole nemica) de Claudio Gora
- 1954 : Les Amants de la Villa Borghese (Villa Borghese) de Gianni Franciolini
- 1955 : Rencontre à Paris de Georges Lampin
- 1958 : Le Septième Ciel de Raymond Bernard
- 1959 : La Belle et l'Empereur (Die schöne lügnerin) d'Axel von Ambesser
- 1960 : Au voleur de Ralph Habib
- 1960 : Le Caïd de Bernard Borderie
- 1961 : Les Trois Mousquetaires de Bernard Borderie
- 1961 : Le Tracassin d'Alex Joffé
- 1962 : La Fayette de Jean Dréville
- 1963 : Relaxe-toi chérie de Jean Boyer
- 1964 : Requiem pour un caïd de Maurice Cloche
- 1967 : Les Cracks d'Alex Joffé
- 1969 : Hibernatus d'Édouard Molinaro